# Agrypnus bullatus
Agrypnus bullatus là một loài bọ cánh cứng trong họ Elateridae. Loài này được Carter miêu tả khoa học năm 1939.